# AK-103
AK-103은 AK-47 돌격소총의 현대적 개량형으로 러시아에서 생산된다. AK-47과 마찬가지로 7.62 x 39 mm 탄을 사용한다. AK-103에는 AK-74와 AK-101에 적용된 여러 개량이 가해졌으며, 중량을 줄이기 위해 가능한 많은 수의 기존 나무/철제 부품을 플라스틱 부품으로 교체하였다. AK-103에는 도브테일 사이드 레일이 장착되어 있어 군사용 손전등, 레이저 표적 지시기, 소음기, GP-25 등 다양한 액세서리를 장착할 수 있다.

## 변형

### AK-103

#### AK-103-1
AK-103의 민수용 반자동 변형이다.

#### AK-103-2
AK-103의 3점사 변형이다.

### STL-1A
베트남의 Z111 초병창에서 생산하는 AK-103의 변형이다. STL-1B라는 현대화 변형도 계획되어있다.

### KR-103
칼라시니코프 USA에서 개발한 AK-103의 반자동 변형이다.

## 같이 보기
- AK-47
- AK-74
- AK-101
- AK-107